# Knotenstock

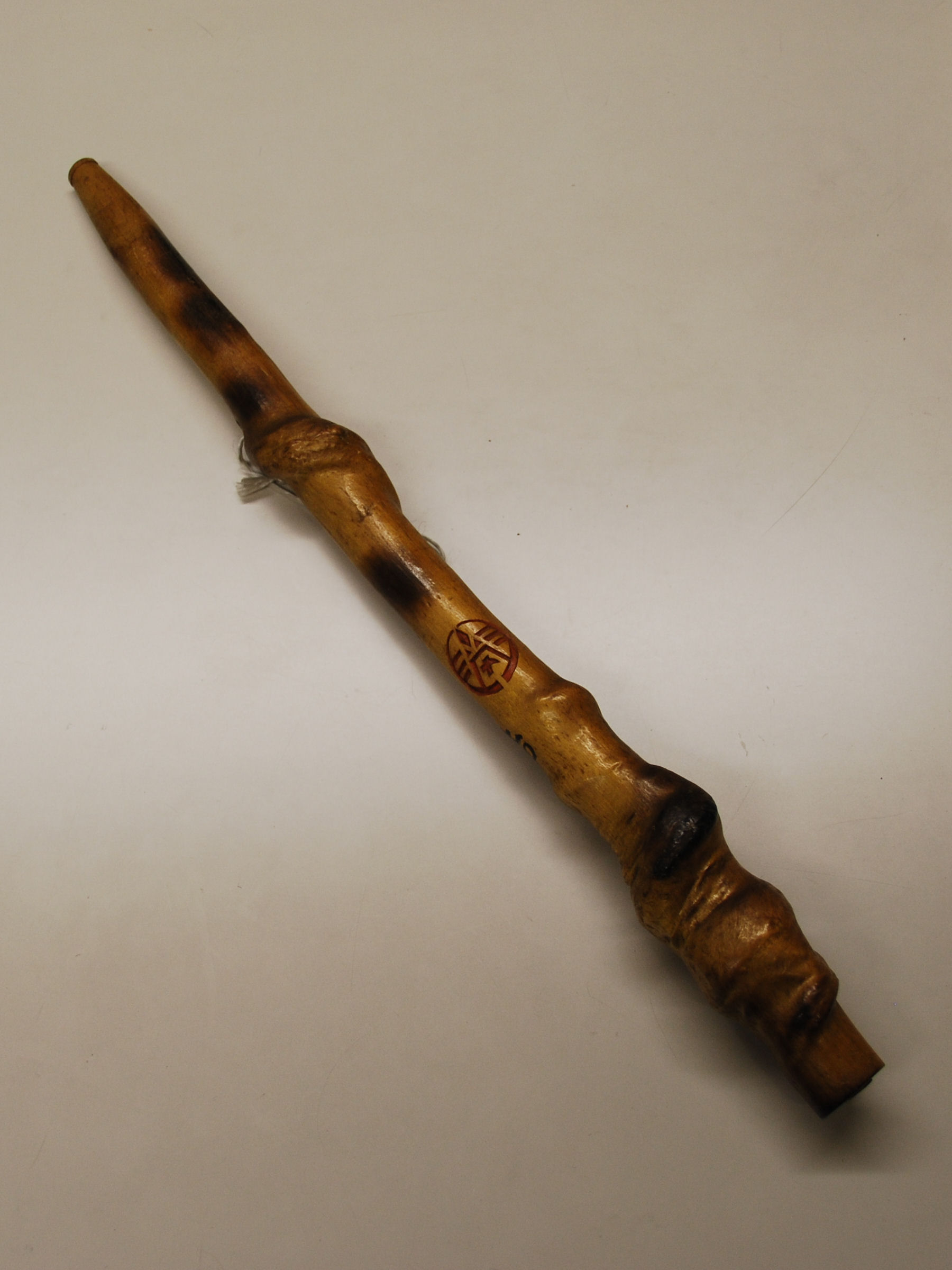
Knotenstock einfacher Form und Machart, natürlich gewachsen

Ein Knotenstock ist ein Stock mit verdickten Auswüchsen (Knoten). Am oberen Ende ist er oft verdickt. In der Regel werden die Knotenstöcke aus natürlich verwachsenen Zweigen und Wurzeln von verschiedenen Bäumen gefertigt.
Abbildungen von Knotenstöcken auf Vasen und Reliefs sind aus der Antike bekannt.
Im Mittelalter wurde der Knotenstock als Wanderstab oder Hilfsmittel bei der Fortbewegung (Aufstieg, Überwindung von Gräben) verwendet. Durch seine Knoten war er auch als Waffe nutzbar. Im Unterschied zum irischen Shillelagh oder dem afrikanischen Knobkierrie, die als Waffe konstruiert und speziell gefertigt wurden, ist der Knotenstock dennoch eher als Werkzeug gedacht.
Verdrehte Stöcke wie der Ziegenhainer oder der als Stenz bekannte Stock der Handwerker auf der Walz werden oft als Knotenstock bezeichnet. Diese sind bis heute im Gebrauch und werden hauptsächlich als Gehhilfe benutzt, können aber nach wie vor auch zur Verteidigung genutzt werden.

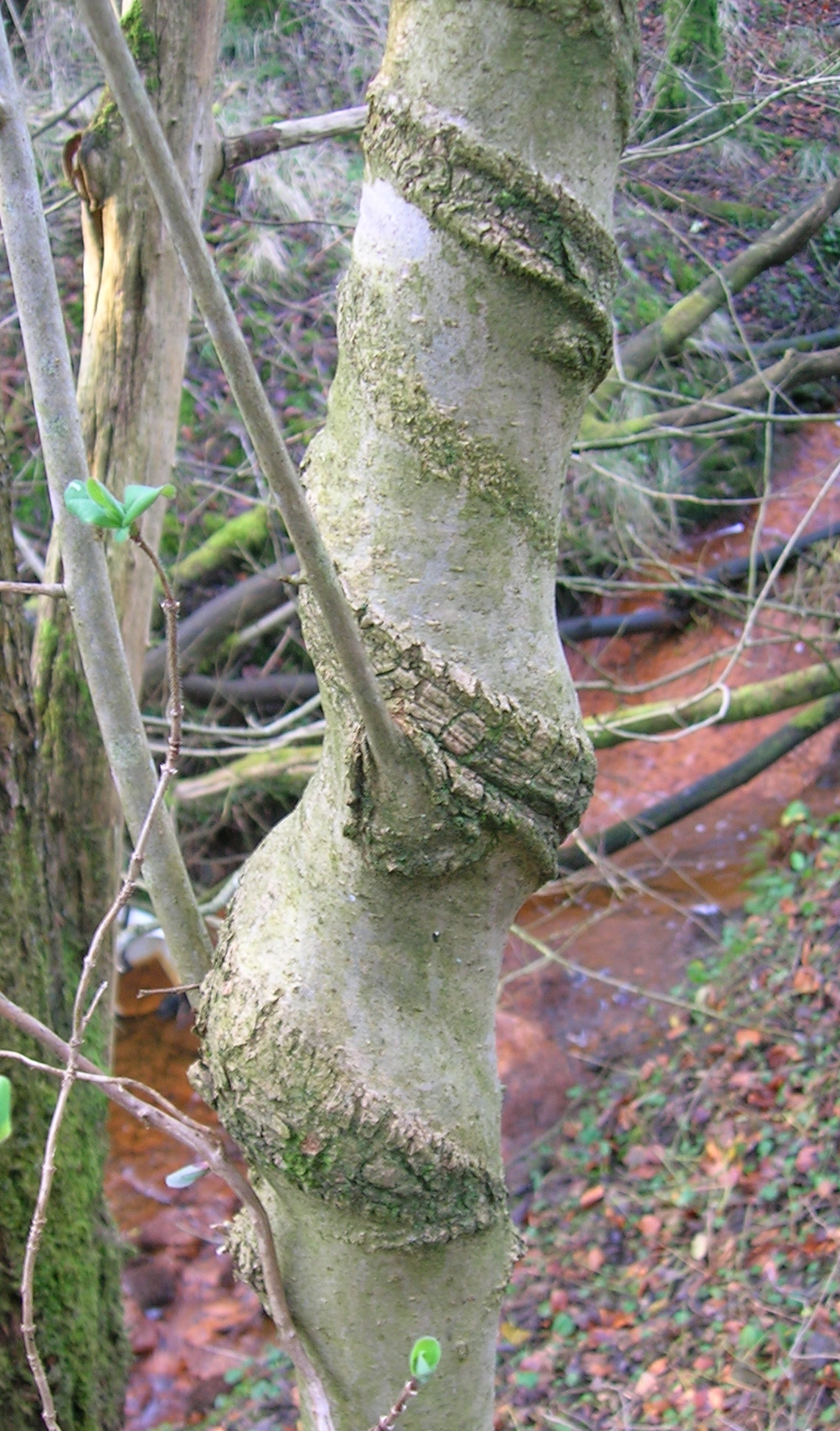
Wuchsform einer Hasel, während des Wachstums von Geißblatt umschlungen und so geformt
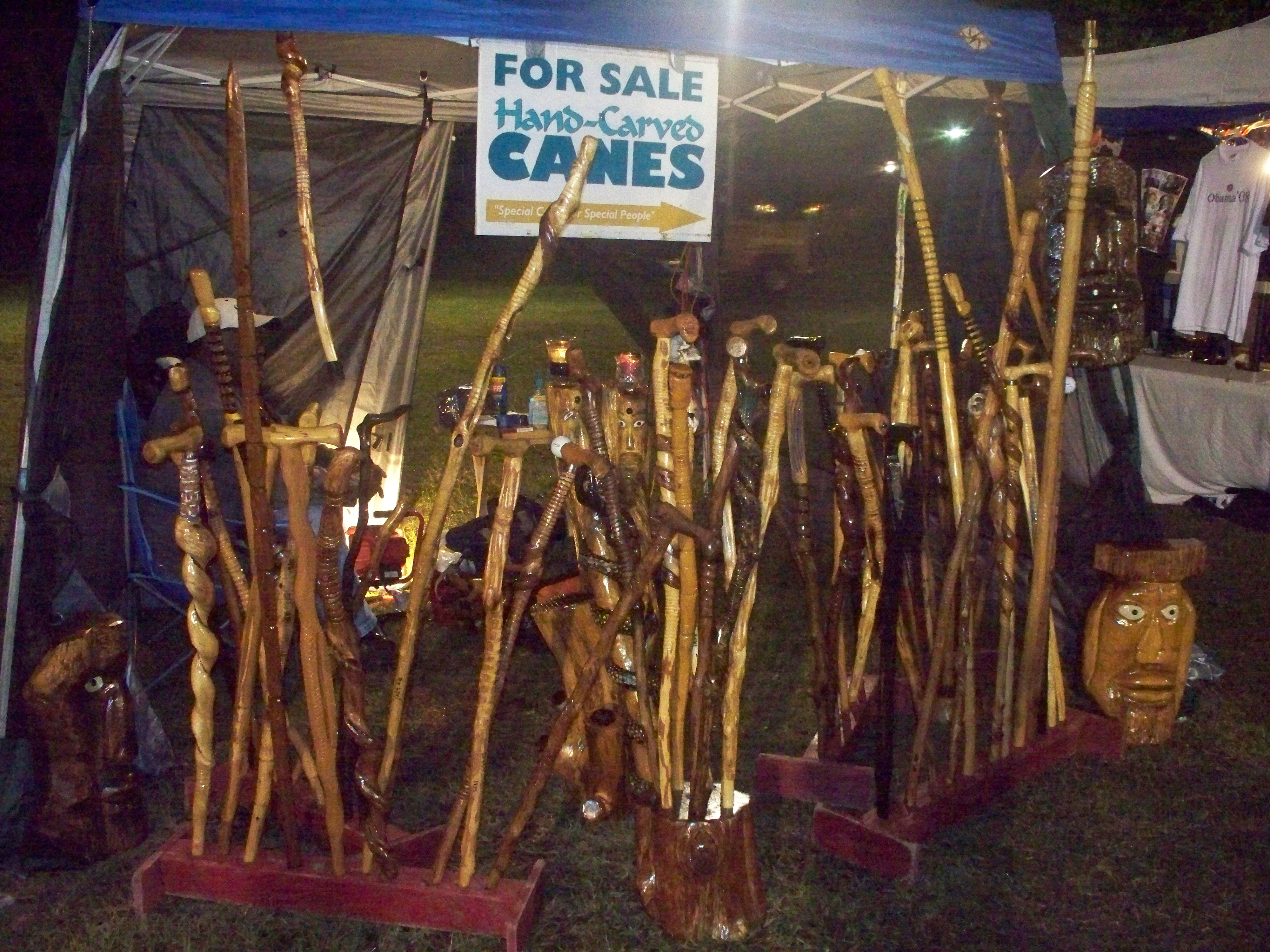
Geschnitzte, nicht gewachsene Knotenstöcke
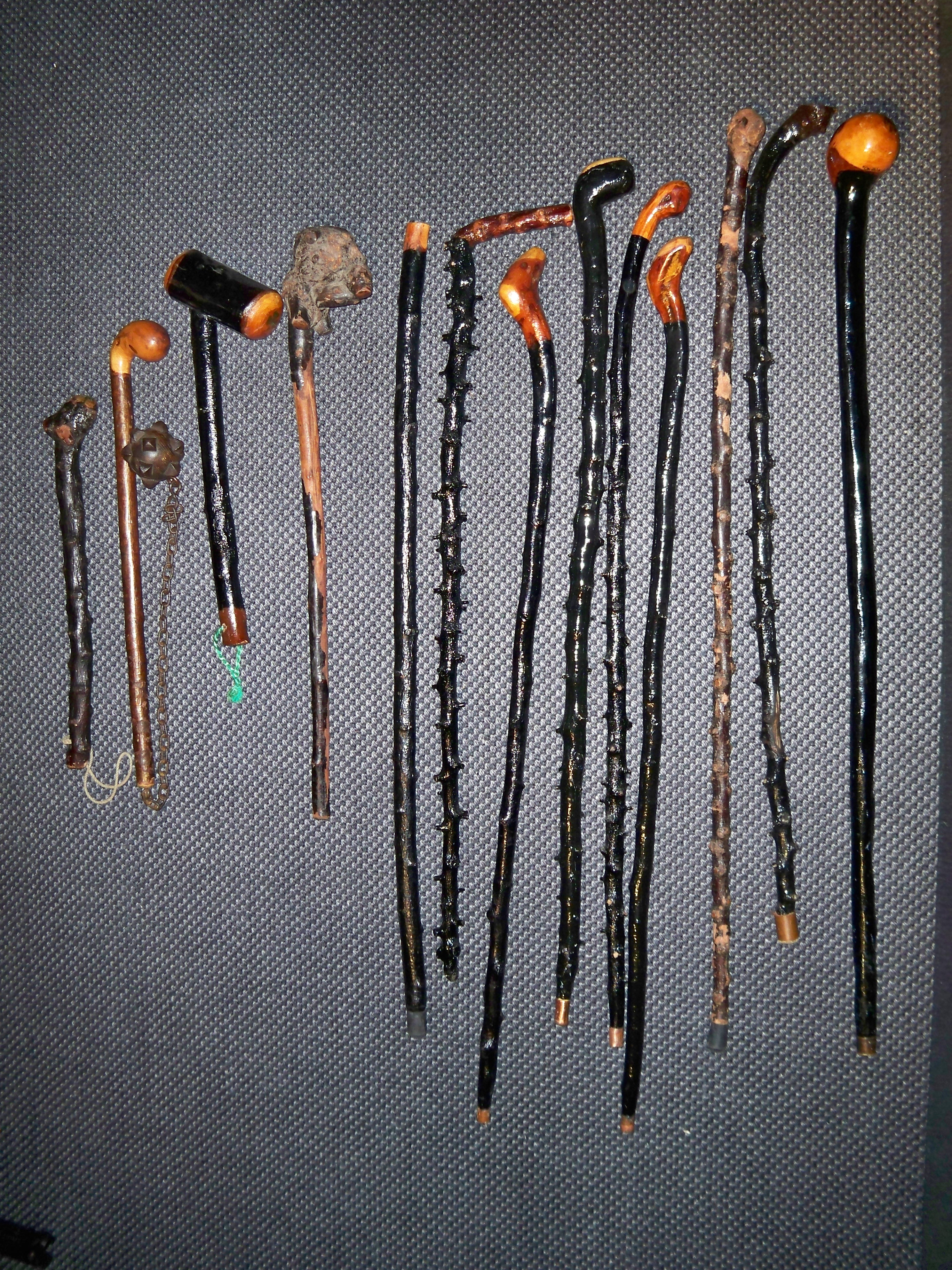
Verschiedene irische Shillelagh (Waffe)